# Jan Uher
Jan Uher (28. ledna 1891 Prostějov – 27. října 1942 Berlín-Plötzensee) byl vysokoškolský pedagog – spoluzakladatel moderní československé pedagogiky, člen Řádu svobodných zednářů (ŘD Lóže 28. říjen a Cestou Světla), sokolský činitel a přední představitel moravského protinacistického odboje (Zemský národní výbor, Obec sokolská v odboji, Obrana národa).

## Život
Narodil se v Prostějově v rodině továrenského dělníka. Maturoval na tamním gymnáziu. V roce 1911 absolvoval učitelský ústav a do vypuknutí První světové války učil na několika obecných školách na střední Moravě. Válku absolvoval v kancelářské službě v Černé Hoře, Albánii a Haliči. Poté učil na měšťanských školách, opět na střední Moravě.
V roce 1919 se zapsal ke studiu na Univerzitě Karlově, obor filozofie – slavistika. Současně se studiem pracoval jako soukromý knihovník prvního československého prezidenta Tomáše G. Masaryka na Pražském hradě. Po promoci, v roce 1921, opustil Hrad a nastoupil na ministerstvo školství, kde se věnoval vzdělávání mladých učitelů. Současně absolvoval řadu studijních cest (Německo, Švýcarsko, Francie). Habilitoval se roku 1925 na Masarykově univerzitě v Brně. V letech 1927–1928 absolvoval studijní pobyt na Kolumbijské univerzitě v New Yorku a v roce 1935 v Sovětském svazu. Téhož roku 1935 byl jmenován mimořádným profesorem Masarykovy univerzity a v roce 1938 profesorem Univerzity Komenského v Bratislavě.
Byl otcem synů Borise (1923 - 1993) a Jana (1928 - 1995), jeho pravnukem je historik a vysokoškolský pedagog Jan B. Uhlíř.
Významně se angažoval v největším kulturně-společenském a tělocvičném spolku Československa – Sokole, byl rovněž členem Řádu svobodných zednářů. Jan Uher patřil k zakladatelům moderní československé pedagogiky a předním znalcům J. A. Komenského – bibliografie jeho díla čítá na 1000 záznamů, z toho 40 velkých odborných monografií. Byl rovněž jedním ze tří editorů Pedagogické encyklopedie, prvního díla svého druhu v Československu.
Po vzniku Protektorátu Čechy a Morava se v Brně podílel na založení odbojové organizace Zemský národní výbor, která se posléze sloučila s vojenskou odbojovou organizací Obrana národa; současně byl činný v Obci sokolské v odboji a udržoval úzký styk s Politickým ústředím. V roce 1939 patřil k předním představitelům protinacistického odboje na Moravě. V listopadu 1939 byl zatčen a vězněn v Brně, Vratislavi, Diezu an der Lahn a v Berlíně. Ve vazbě mu bylo povoleno pracovat; jeho soudní spis a pozůstalost obsahuje stovky stran náčrtů vědeckých prací (Vývojová psychologie, Obecná pedagogika, Filozofie národní výchovy). V červnu 1942 byl Lidovým soudním dvorem v Berlíně odsouzen pro přípravu velezrady k trestu smrti a trvalé ztrátě čestných občanských práv. Popraven byl v Berlíně-Plötzensee. V den popravy napsal tři dopisy na rozloučenou – manželce a oběma synům – a do své Bible vepsal epitaf: „Jan Uher, Brno, Rudišova 6, Morava. Narozen 28. 1. 1891 v Prostějově, zemřel 27. 10. 1942 v Berlíně-Plötzensee, zcela odevzdán do vůle boží a v naději, že i smrtí sloužíme vyšším cílům, nejen životem a prací.“ Vězeňský duchovní Harald Poelchau po válce konstatoval, že nepoznal tak statečného a se smrtí vyrovnaného člověka. V roce 1946 byl Jan Uher in memoriam vyznamenán Československým válečným křížem 1939 a v roce 1992 mu byl in memoriam udělen Řád T. G. Masaryka II. stupě. Jsou po něm pojmenovány ulice v Brně a Prostějově.

Titulní strana rozsudku Lidového soudního dvora

## Dílo (výběr)
- Myšlenkové dílo Lindnerovo (1923)
- Občanská nauka a výchova (1923)
- Problém kázně (1924) [2]
- Hlavní zásady didaktické s ohledem na princip činné školy (1926) [3]
- Základy americké výchovy (1930) [4]
- Komenského Praxis pietatis (1931)
- Několik pohledů na SSSR (1934)
- Učitelova práce v duchu Masarykově (1938)
- Poměr studentů k hudbě  (1938) [5]
- Platonova výchova vůdců (1939)
- Středoškolský student a jeho svět (1939) [6]
- Filosofie národní výchovy (1940, vydáno 2005)
- CHLUP, Otokar, ed.; UHER, Jan, ed. a KUBÁLEK, Josef, ed. Pedagogická encyklopedie. V Praze: Nakladatelství Novina, 1938–1940. 3 svazky. Díl 1. A–Konsolidace. 1938, 640 s. Díl 2. Konstituce–Sokol. 1939, 640 s. Díl 3. Sokol–Žofková. 1940, 528 s.